# Hew Lorimer

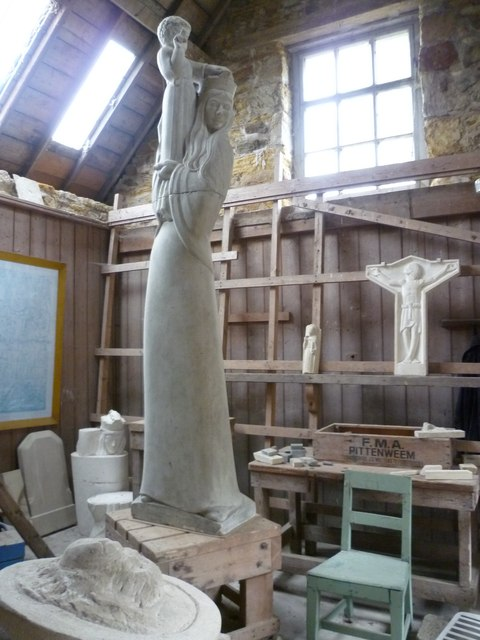
Hew Lorimers Atelier in Kellie Castle

Hew Martin Lorimer (* 22. Mai 1907 in Edinburgh, Schottland; † 1. September 1993 in St. Andrews, Fife) war ein schottischer Bildhauer.

## Leben
Hew Lorimer war der zweite Sohn des renommierten Architekten Sir Robert Stodart Lorimer. Er besuchte zunächst die Cargilfield Preparatory School und später die Loretto School in Musselburgh. Im Jahr 1925/26 immatrikulierte er sich am Magdalen College in Oxford, wechselte dann jedoch an das Edinburgh College of Art. Dort studierte er zunächst Architektur bei John Begg und später Bildhauerei bei Alexander Carrick. Nach seinem Diplomabschluss im Jahr 1934 arbeitete er als Lehrling bei Eric Gill in Pigotts, Buckinghamshire, wo er die Technik der direkten Steinbearbeitung („direct carving“) erlernte und zum Katholizismus konvertierte. 1935 heiratete er Mary McLeod Wylie, die ebenfalls Kunst studierte. 1939 errichtete er sein Atelier in Kellie Castle in Fife. Während des Zweiten Weltkriegs war er aufgrund gesundheitlicher Einschränkungen nicht kriegsdienstfähig und arbeitete zunächst in der Landwirtschaft und später als Ausstellungsbeauftragter für den British Council. 1947 wurde er Associate der Royal Scottish Academy, 1957 Full Academician. Nach dem Tod seiner Frau Mary im Jahr 1970 übergab er Kellie Castle dem National Trust for Scotland, blieb aber bis 1985 dessen Vertreter vor Ort.

## Werk

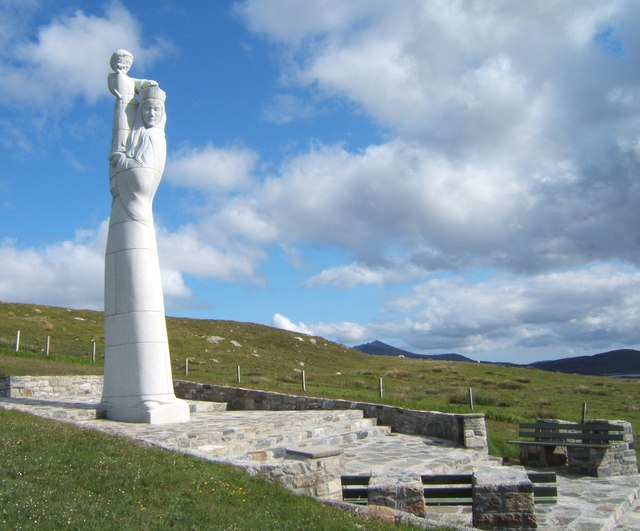
Hew Lorimer: Our Lady of the Isles, 1956 (neun Meter hohe Marienstatue auf der schottischen Hebrideninsel South Uist)

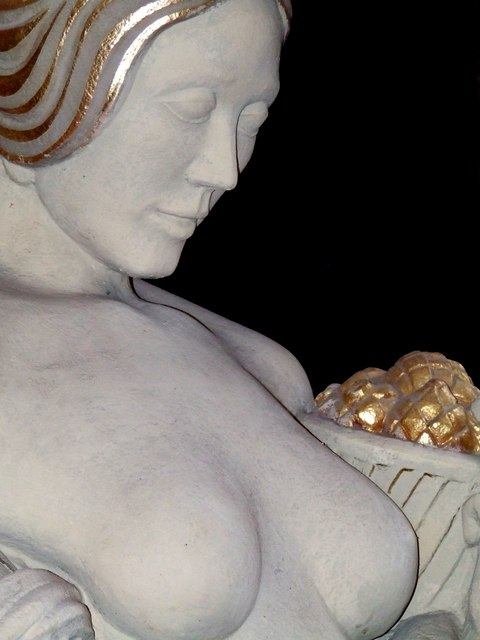
Detail einer Skulptur in einer Hew Lorimer Ausstellung im Kellie Castle

Hew Lorimer arbeitete vornehmlich als Bauplastiker. Er beherrschte die Technik des Direct Carving, bei der Figuren direkt in Stein gemeißelt werden, ohne dass ein Tonmodell als Zwischenstufe dient. Nach dem Zweiten Weltkrieg schuf er Großskulpturen mit starkem religiösem und allegorischem Bezug. Auswahl:
- 1956–1958: Our Lady of the Isles, eine neun Meter hohe Granitstatue von Madonna und Kind in South Uist
- 1950–1955: sieben allegorische Figuren (Geschichte, Recht, Medizin, Musik, Poesie, Wissenschaft und Theologie) an der Fassade der National Library of Scotland in Edinburgh
- 1959: Tympanonfries St Francis returning to Assisi an The Friary in Dundee
- Diverse öffentliche Arbeiten: Relief Crucifix an der Ostwand der Kirche St Martin and St Ninian in Whithorn (1959)
- Statue des hl. Meddan in Troon
- Taufstein in der St. Machar’s Cathedral (1954)
- Christus am Kreuz für die University of Dundee Chaplaincy (entworfen 1983, fertiggestellt 1986). Später beteiligte er sich am Glasgow Garden Festival (1988) und wirkte im Rahmen der Denkmalpflege in Fife, etwa durch das Little Houses Scheme